# Lésigny (Seine-et-Marne)
Lésigny település Franciaországban, Seine-et-Marne megyében. Lakosainak száma 7015 fő (2022. január 1.). Lésigny Pontault-Combault, Servon, Ozoir-la-Ferrière, La Queue-en-Brie, Santeny és Férolles-Attilly községekkel határos.

## Népesség
A település népességének változása:
| Lakosok száma | 7421 | 7331 | 7388 | 7214 | 7157 | 7151 | 7125 | 7102 | 7015 |
|               | 2013 | 2015 | 2016 | 2017 | 2018 | 2019 | 2020 | 2021 | 2022 |